# St. Nikolaus (Stendal)

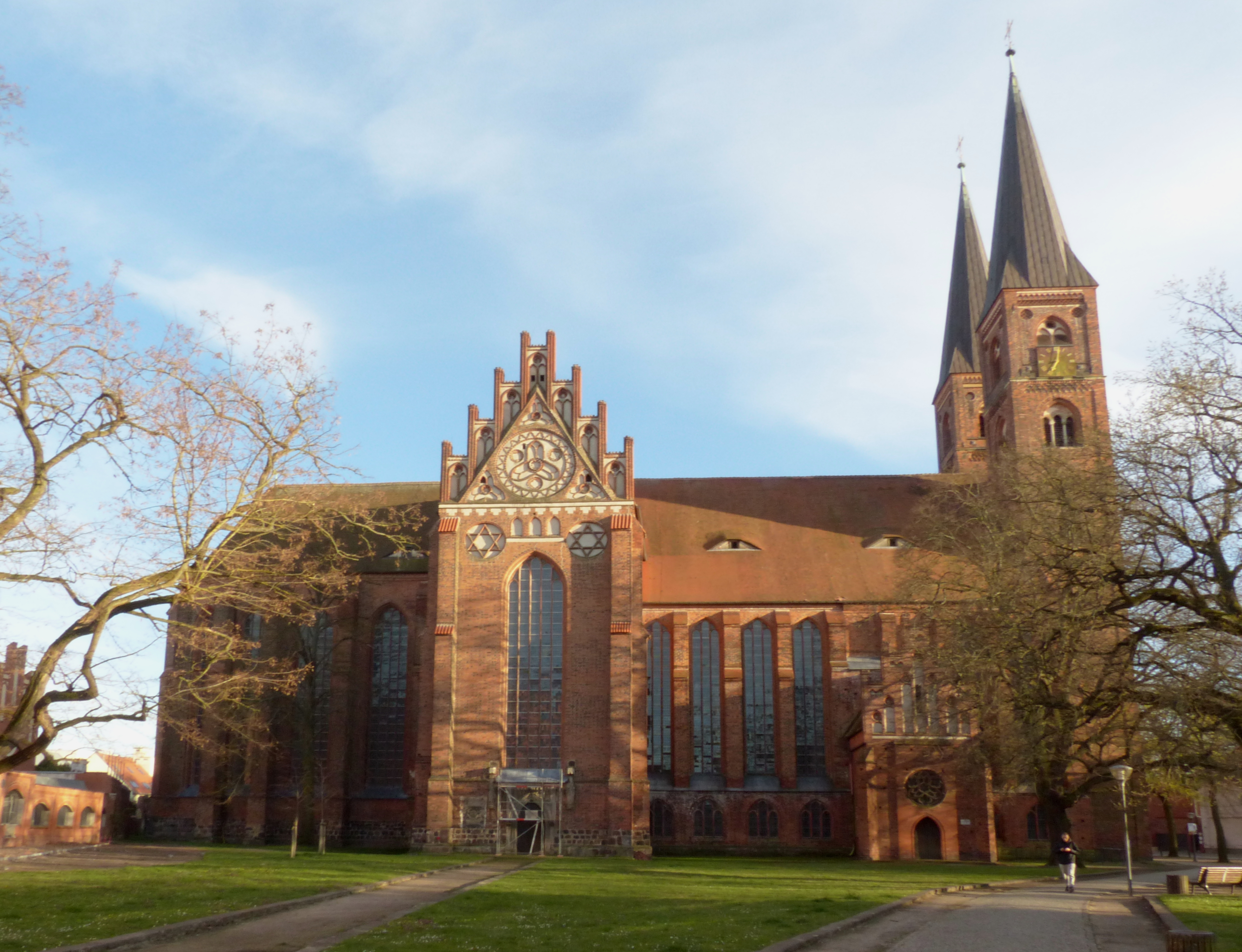
Nordansicht

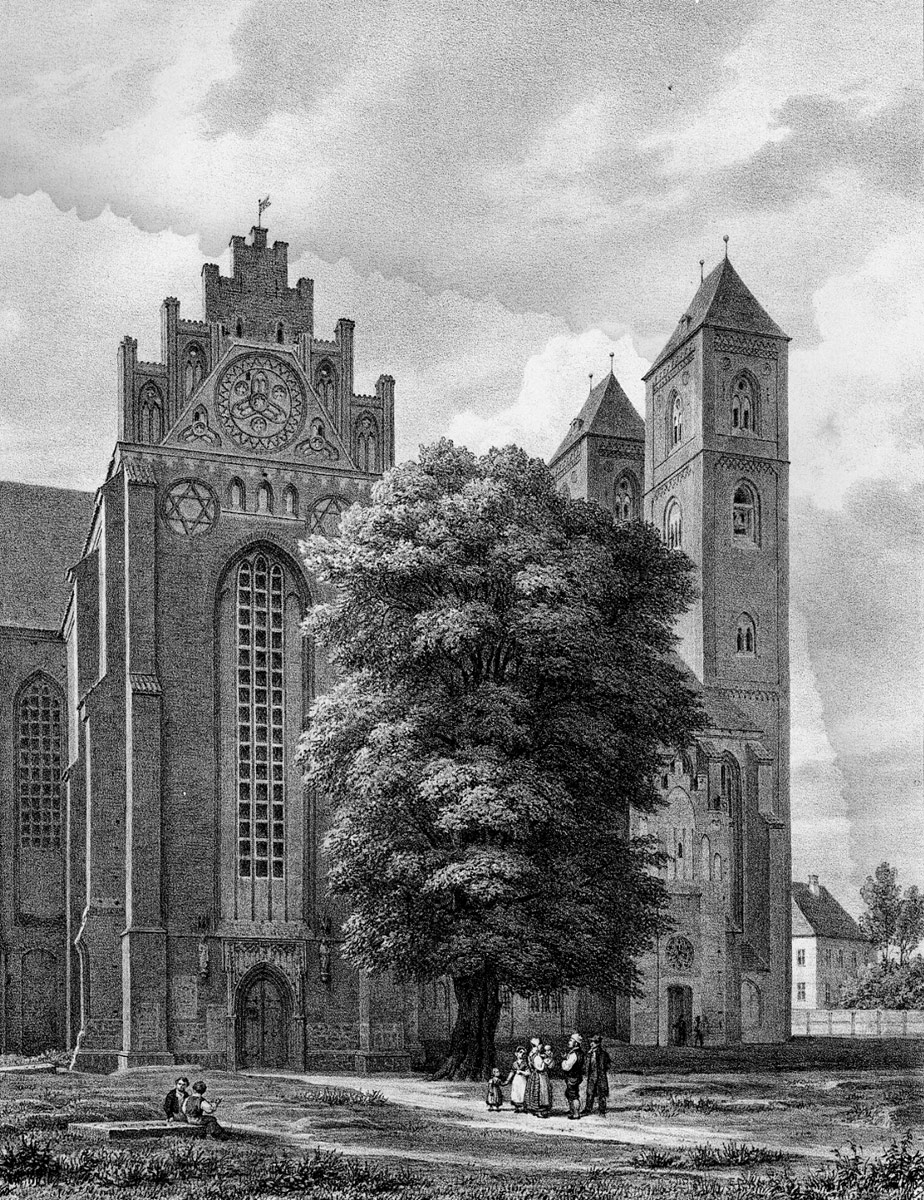
Stendaler Dom (1833)

Der „Dom“ St. Nikolaus in der Altstadt von Stendal ist eine spätgotische Backsteinkirche mit romanischen Anfängen und frühgotischen Westtürmen. Er ist vor allem für seinen großen Bestand an spätmittelalterlicher Glasmalerei bekannt.

## Geschichte und Architektur

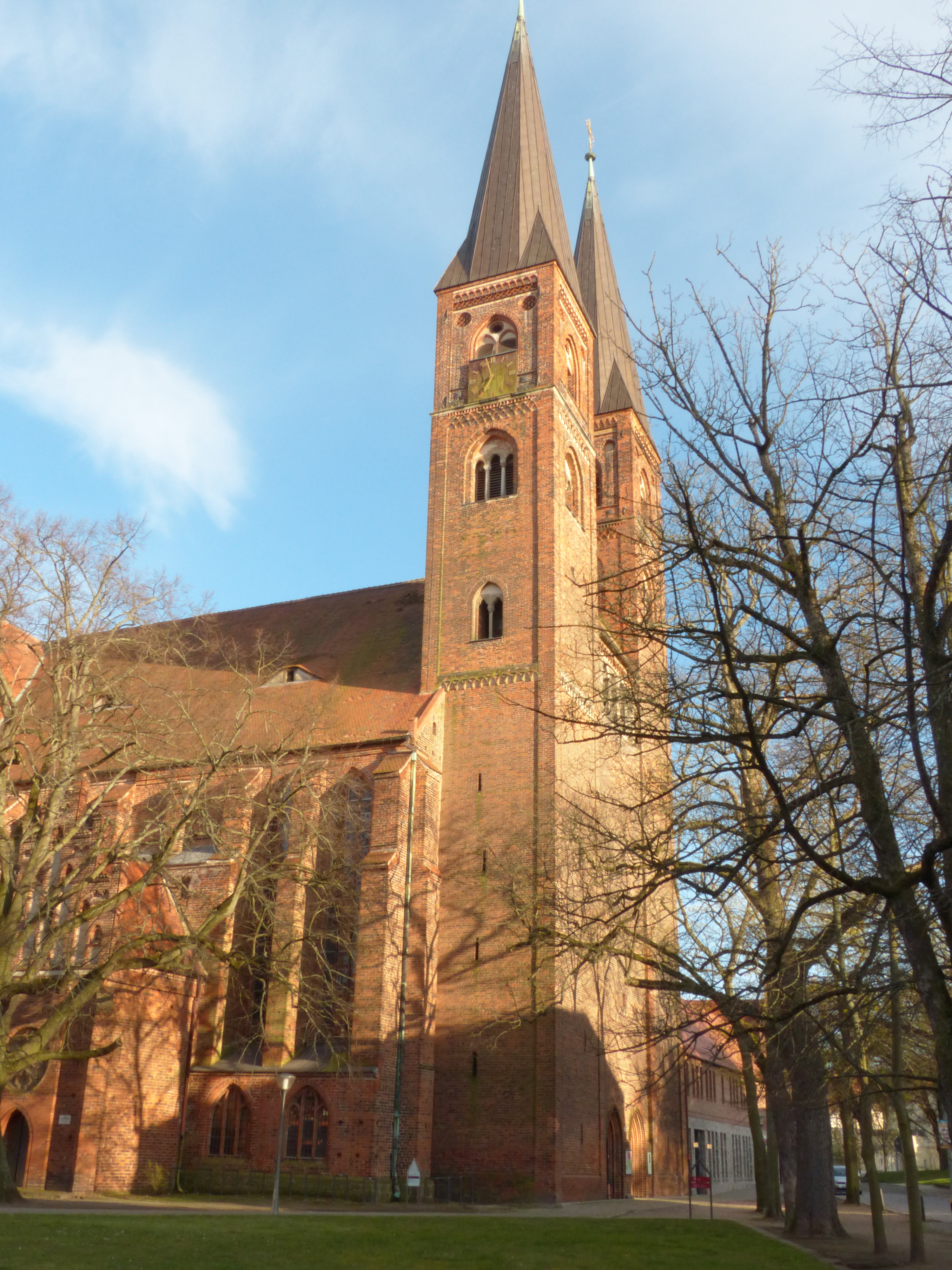
Türme von Nordwesten

1188 gründeten Markgraf Otto II. aus dem Geschlecht der Askanier und sein Bruder Heinrich von Gardelegen, Söhne des Askaniers Otto I., in Stendal ein Kollegiatstift. Anstatt eines hier zunächst geplanten Bistums stifteten sie ein Stift unter dem Patrozinium des Heiligen Nikolaus.
Das Stiftskapitel bestand aus zwölf Säkularkanonikern: dem Stiftspropst, dem Dechanten und zehn Kanonikern. Es war unabhängig vom Bischof, unterstand direkt dem Papst und war somit nach den Bistümern Havelberg und Brandenburg das wichtigste geistliche Zentrum der Mark. Der Propst der höchste Geistliche der Altmark und die Stiftsherren besaßen das Kirchenpatronat über sämtliche Stendaler Pfarrkirchen, zudem über zahlreiche Kirchen der umliegenden Dörfer.

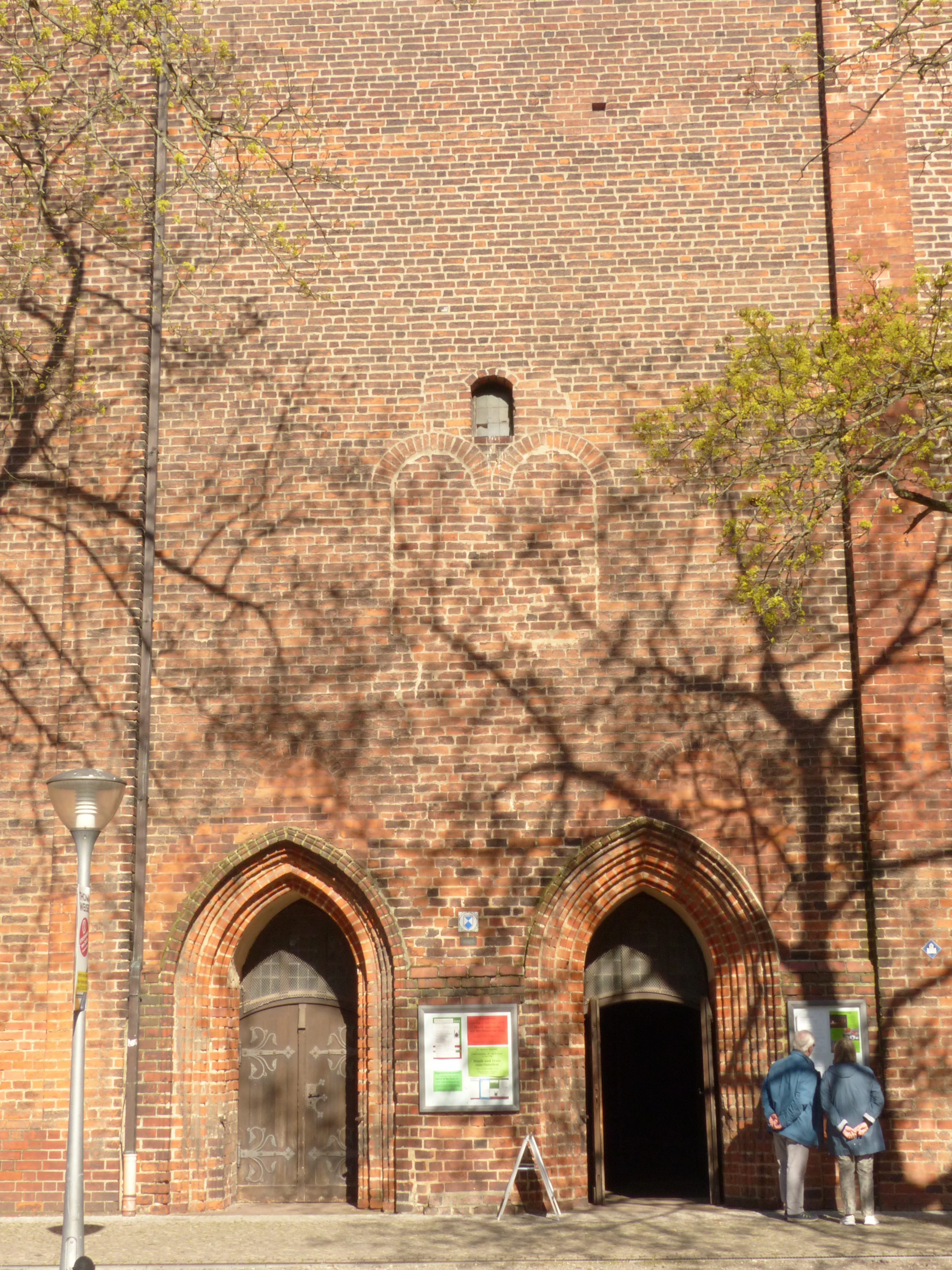
Vermauerte romanische Fenster über den heute gotischen Portalen

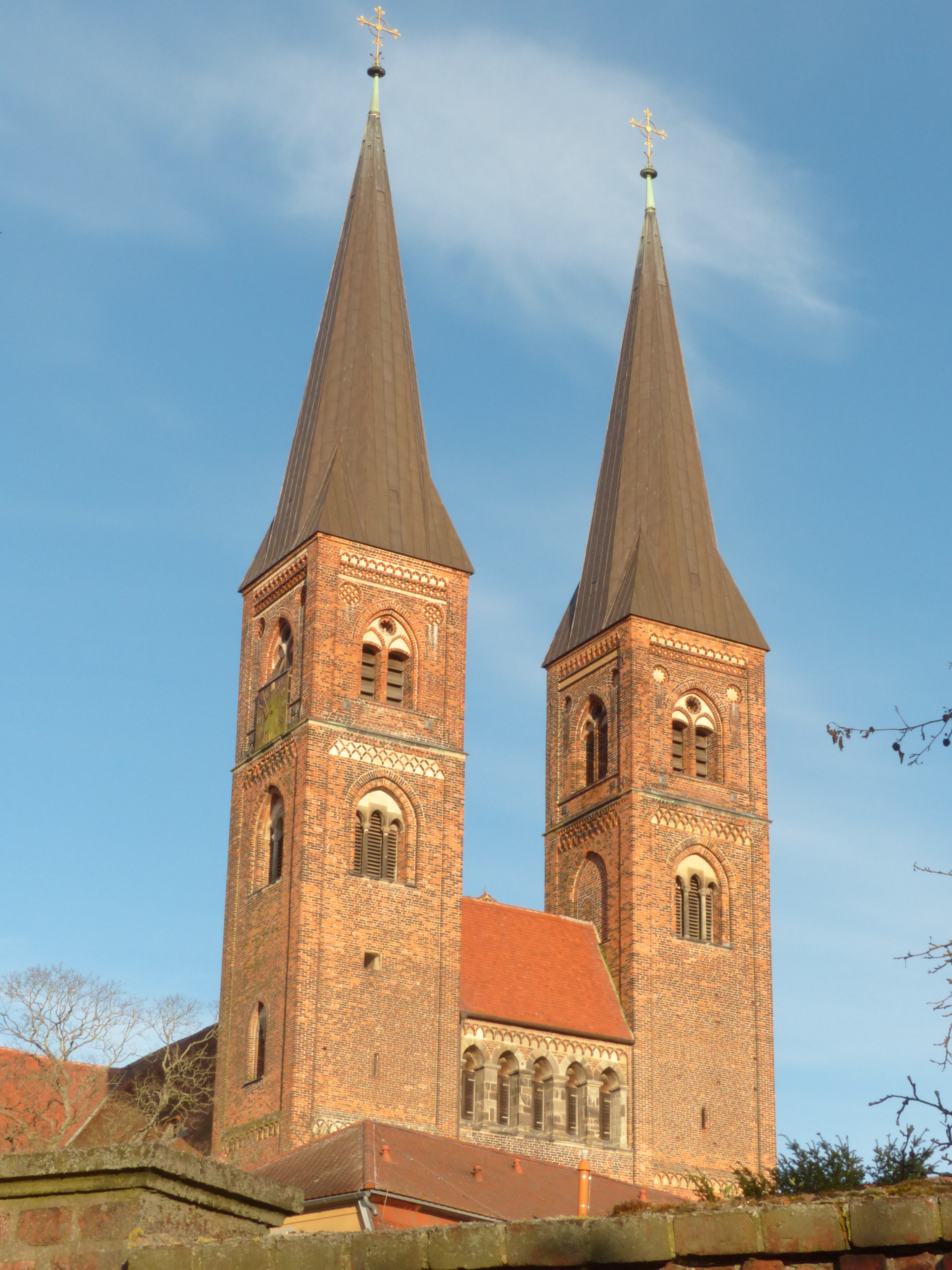
Sandsteingalerie und untere Glockengeschosse frühgotisch, obere Glockengeschosse spätgotisch

In einer Urkunde von Papst Clemens III. vom 29. Mai 1188 wurde erklärt, dass das neue Stift in Stendal direkt dem Papst unterstellt war.
Etwa gleichzeitig wird mit dem Bau einer ersten Stiftskirche begonnen. Es handelte sich um eine dreischiffige Basilika mit Querschiff und Chorapsis, ähnlich der Klosterkirche von Jerichow. Von diesem ersten Bau ist der untere Teil Westfassade erhalten, unterhalb der beiden frühgotischen Türme.
Der heutige Bau entstand ab 1423. Es wird angenommen, dass man, um den Vorgängerbau so lange wie möglich zu erhalten, Chor, Langhaussüdwand und Langhausnordwand um den bestehenden Bau herum errichtete und diesen erst nach Vollendung der Außenmauern abbrach. Gegen oder kurz nach der Mitte des 15. Jahrhunderts dürfte die neue Kirche weitgehend fertiggestellt gewesen sein. Es handelt sich um eine dreischiffige vierjochige Hallenkirche mit Querhaus und Langchor. Der dreijochige Langchor schließt mit einem Polygon aus sieben Seiten eines Zehnecks. Das Bauwerk zeigt eine enge Verwandtschaft mit der wenig älteren Wallfahrtskirche zu Wilsnack und wurde wahrscheinlich von der gleichen Bauhütte errichtet.
Der Westbau aus dem zweiten Viertel des 13. Jahrhunderts wurde vom Gründungsbau übernommen. Das oberste Geschoss der Türme stammt aus dem 15. Jahrhundert und wird von Spitzhelmen bekrönt. Das Querhaus besitzt auf der Nordseite einen reichgeschmückten Staffelgiebel mit Maßwerkrosette und zwei Davidsternen in Traufhöhe. Ein Portal mit einer feinprofilierten Sandsteineinfassung und Statuen der Heiligen Nikolaus und Bartholomäus führt vom Norden in das Querhaus.
Im Innern tragen kräftige Rundpfeiler das Gewölbe. Jedes der annähernd quadratischen Joche der Seitenschiffe besitzt zwei Fensterachsen, so dass fünfteilige Gewölbe ähnlich wie in den Seitenschiffen des Magdeburger Doms entstehen. Der Chor wird von einem Lettner mit zwei Durchgängen abgetrennt, der nach Westen mit einem Ambo auf zwei Säulen und einem Gewölbe versehen ist. Auf der Nordseite schließt sich an das zweite Joch eine Vorhalle an, die mit einer Fensterrose  und einem Staffelgiebel versehen ist. Diese Vorhalle wurde für den Zugang zum Langhaus erforderlich, da eine Marienkapelle an die Westwand der Turmfront angefügt worden war und somit der Zugang von Westen zum Langhaus nicht mehr zur Verfügung stand. Diese Kapelle wurde 1730 abgebrochen und ist nur im Dachansatz am Westbau zu erkennen.
Mit der Visitation 1540 wurden die Kanoniker und Vikare des Stiftes auf die neue Kirchenordnung verpflichtet. Zugleich konnten vakante Stellen nur noch mit Zustimmung des Kurfürsten besetzt werden. 1551 wurde das Kollegiatstift als Folge der Reformation aufgehoben und seine Güter der Brandenburgischen Universität Frankfurt zugewiesen. St. Nikolaus wurde Pfarrkirche der Stadt und Sitz des Superintendenten der Altmark.
Im Zweiten Weltkrieg erlitt der Bau bei einem Luftangriff am 8. April 1945 schwere Schäden durch Bombentreffer. Vor allem wurden die Gewölbe des südlichen Querhauses und der Westflügel des Kreuzgangs zerstört. Die mittelalterlichen Fenster waren rechtzeitig ausgebaut worden und blieben verschont. Der Wiederaufbau begann 1946, wurde mehrmals unterbrochen und war 2013 vollendet.
|  |  |

## Ausstattung

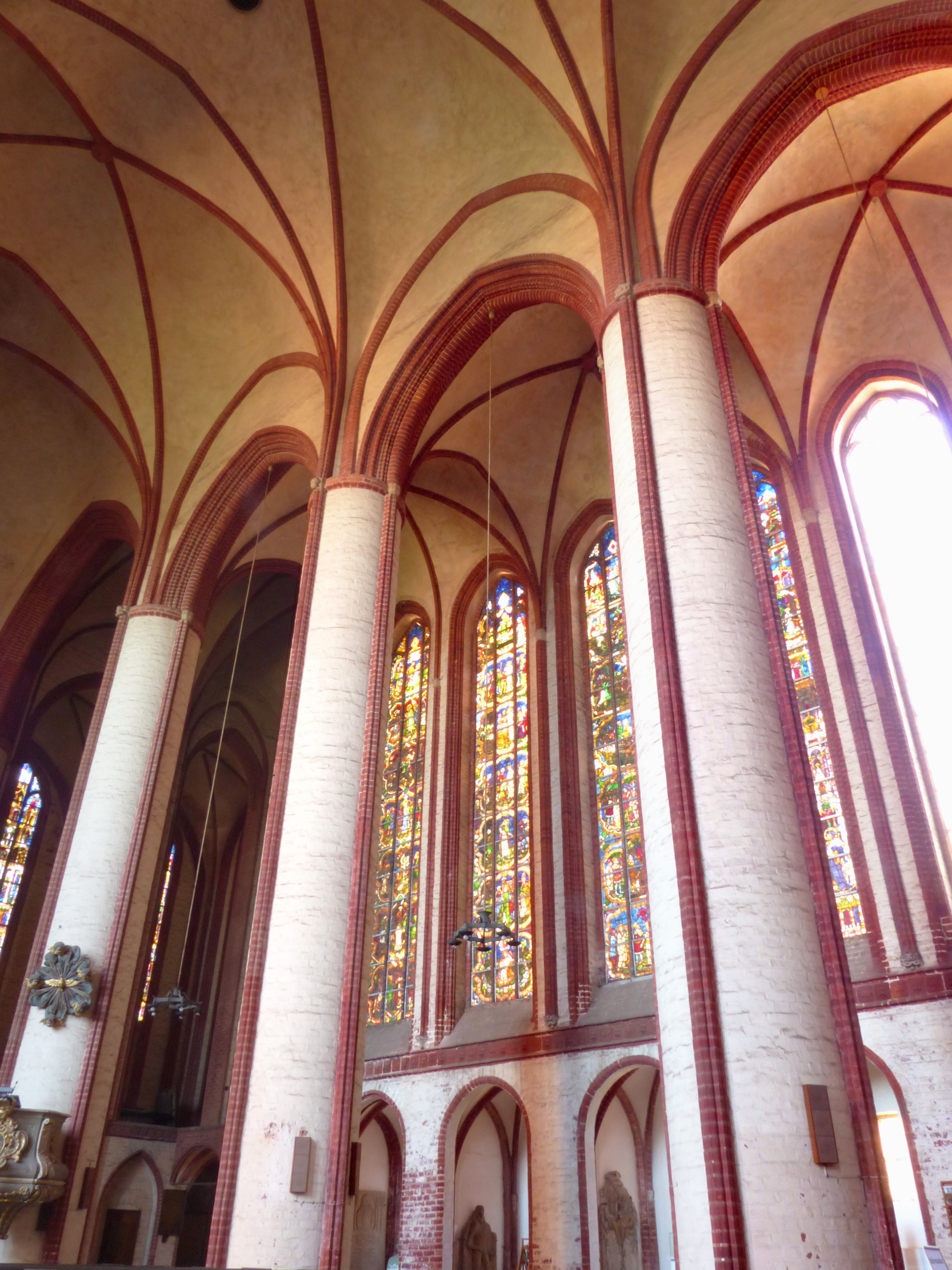
Nordseitenschiff, mittelalterliche Glasfenster, darunter rundbogige Einschubkapellen

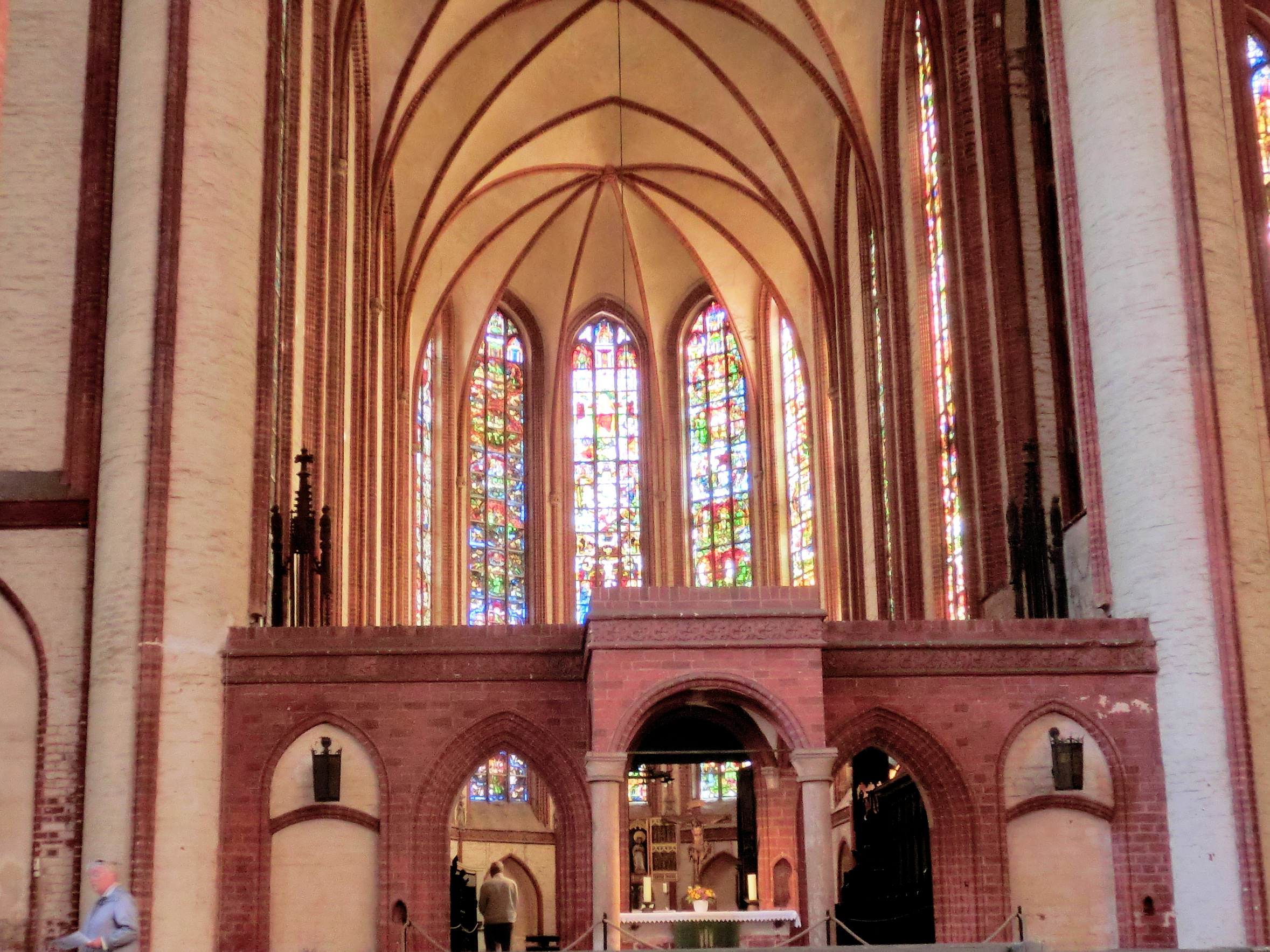
Lettner und Chor

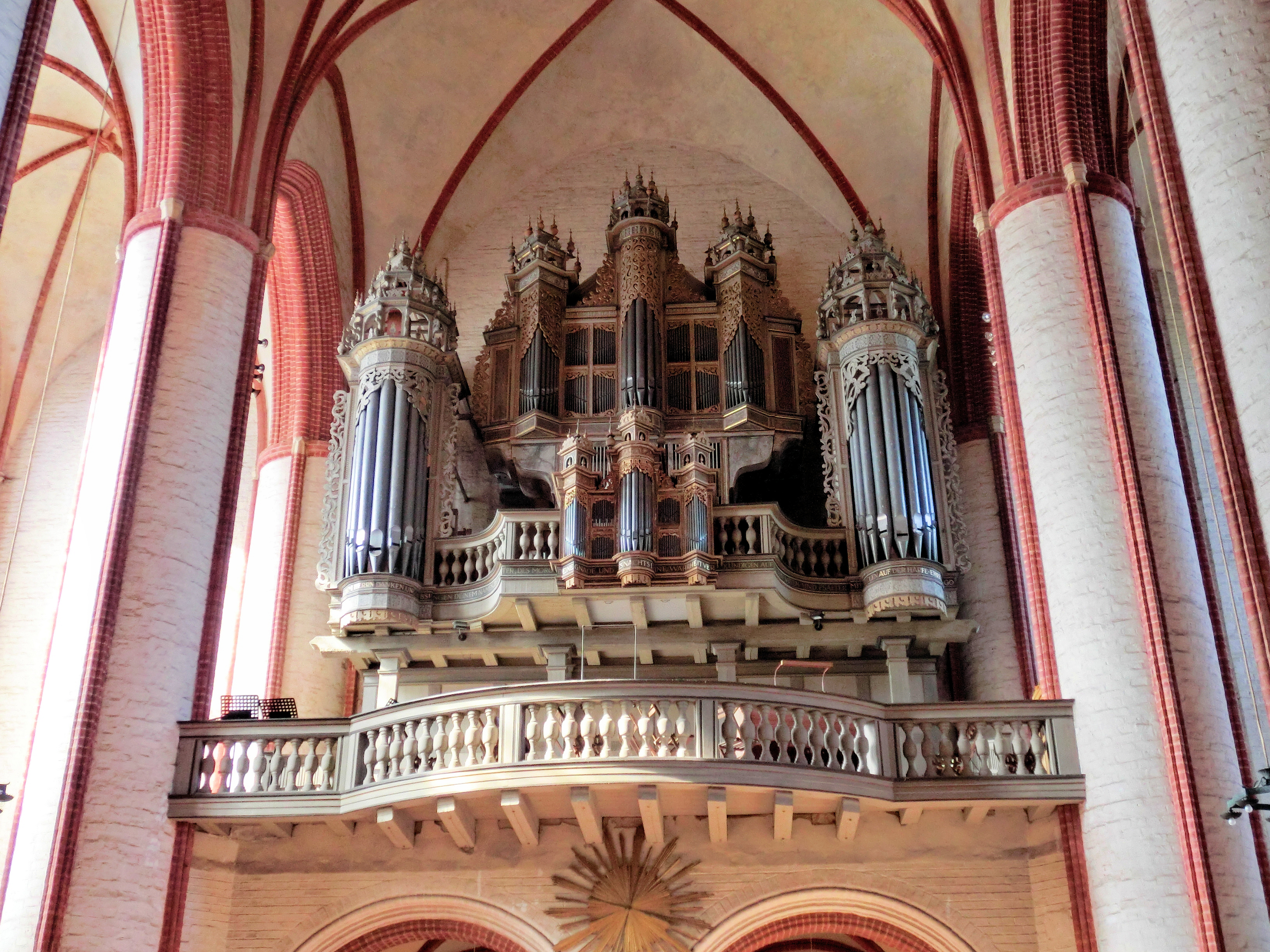
Orgel

Von der Ausstattung sind vor allem die 22 mittelalterlichen Glasmalereifenster erhalten, die zwischen etwa 1425 und 1480 entstanden. Im 19. Jahrhundert stark restauriert, dürfte heute noch etwa die Hälfte des Glases original sein. Die große Anzahl von Glasmalereien aus dem Mittelalter ist in Mitteldeutschland einzigartig und wird nur noch von der Anzahl der Glasmalereien des Erfurter Doms übertroffen.
Der Altar wurde aus Resten dreier Altäre neu zusammengestellt und zeigt im Schrein Maria mit den drei heiligen Königen im Stil der Schönen Madonnen um 1430 in ungewöhnlicher asymmetrischer Komposition. Etwas jünger ist die Predella mit fünf weiblichen Heiligen, die ursprünglich für die St.-Petri-Kirche in Seehausen geschaffen wurde. Die Flügel mit vier Reliefs der Marienlegende stammen aus dem Besitz der Stendaler Museen.
Das Chorgestühl ist eine reiche Schnitzarbeit aus der Bauzeit um 1430. In den Gestühlswangen sind freiplastische Figuren und Reliefs mit Szenen aus dem Alten Testament angeordnet. Die vorderen Reihen sind von acht Sitzfiguren der Propheten bekrönt. In den Miserikordien der hinteren Sitzreihen finden sich phantasievoll geschnitzte Darstellungen von Masken, Tieren, Fabelwesen, musizierenden Engeln und Genreszenen.
Die hölzerne Kanzel mit geschwungenem Aufgang und sparsamen Verzierungen stammt von 1744. Weiterhin sind noch die Epitaphe der 1548 verstorbenen Katharina Staude mit feinem Renaissance-Relief und des Paulus Wagener mit reicher architektonischer Rahmung von 1591 zu nennen. Im Dom befindet sich außerdem ein in den 1430er Jahren gefertigter Nischenepitaph aus Sandstein, der Dietrich von Angern, von 1390 bis 1427 Domdekan, gewidmet ist. Er enthielt ursprünglich eine Marienstatue, die aber spätestens seit dem 18. Jahrhundert nicht mehr existiert. Im Jahr 2024 erhielt der Hallenser Metallbildhauer Thomas Leu den Zuschlag, den Epitaph neu zu gestalten.
Die Orgel auf einer Empore im Westen besitzt hinter einem Prospekt von 1912 nach altem Vorbild ein Werk von 1954 und 1970 mit 56 Registern, drei Manualen und Pedal von Alexander Schuke.
Die beiden Türme verfügen über zwei Glocken. Im Südturm läutet die „Betglocke“ von 1683 im Schlagton d’ und im Nordturm hängt die „Kurfürstenglocke“ von 1691 mit dem Ton c’. Alle anderen Glocken, die früher in den Türmen hingen, mussten in den beiden Weltkriegen abgegeben werden und gingen verloren.

## Stiftsgebäude

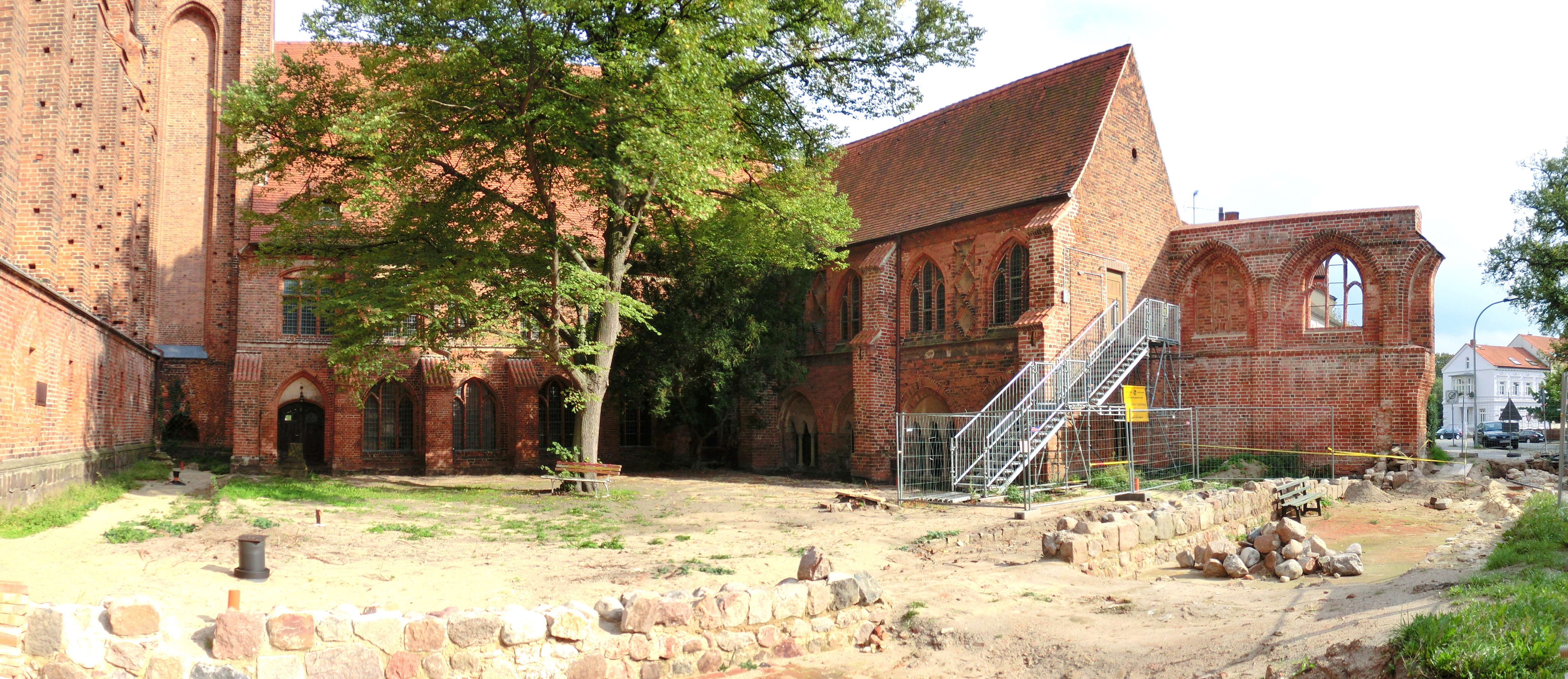
Reste des Kreuzgangs von Westen

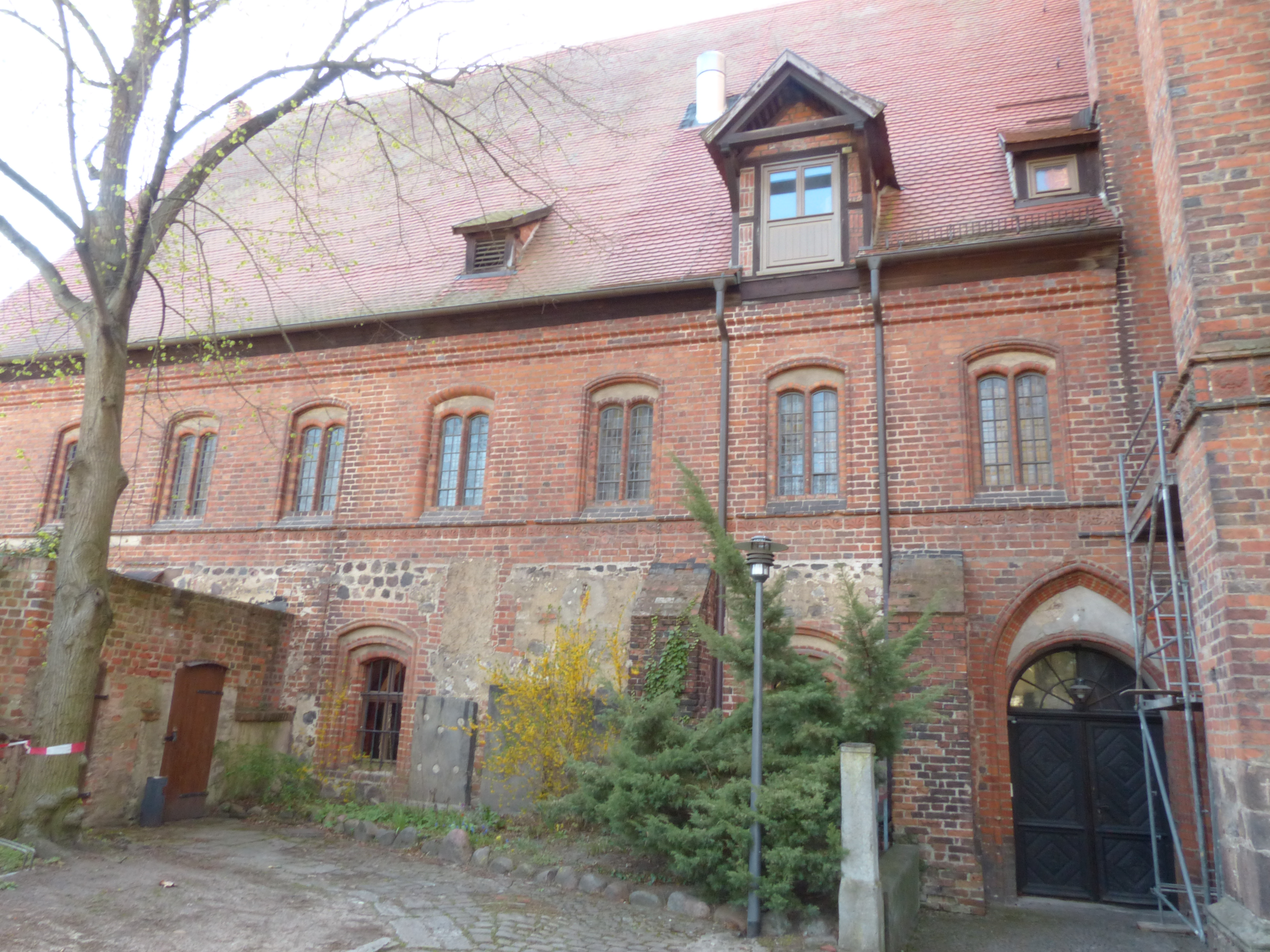
Ostflügel der Klausur

An die Kirche schließt sich nach Süden der Kreuzgang mit dem Kapitelhaus an. Der Westflügel wurde 1945 zerstört und bis 2013 modern wieder aufgebaut. Im Ostflügel befindet sich das zweigeschossige Kapitelhaus, in dessen unterem Geschoss der zweischiffige Kapitelsaal liegt. Der 1463 vollendete Kapitelsaal ist mit Kreuzgewölben über niedrigen Rundpfeilern geschlossen und besitzt breite spitzbogige Fenster mit Stabwerk. Der Südflügel ist mit breiten Spitzbogenarkaden zum Hof geöffnet und zeigt im Obergeschoss zwischen Spitzbogenfenstern Schmuckfriese aus Formsteinen.

### Bücher
- Hermann Alberts: Stift und Dom St. Nikolaus zu Stendal. Niedersächsisches Bild-Archiv, Hannover 1930 (= Norddeutsche Kunstbücher, 27).
- Verena Friedrich: Stendal, Dom St. Nikolaus. Kunstverlag Peda, Passau 1995, ISBN 3-930102-73-0 (= Peda-Kunstführer; 317).
- Christian Popp: Das Bistum Halberstadt 1. Das Stift St. Nikolaus in Stendal. Germania Sacra, Neue Folge 49. De Gruyter, Berlin 2007, ISBN 978-3-11-019535-4 (zugl. Dissertation, Humboldt-Universität 2005; Digitalisat bei Germania Sacra online).
- Hannelore Sachs: Der Dom zu Stendal. Geschichte von Stadt und Domstift. Union Verlag, Berlin 1988, ISBN 3-372-00259-8. (= Das christliche Denkmal; 57).
- Eberhard Simon (Hrsg.): Der Dom St. Nikolaus in Stendal. Geschichte und Gegenwart. Evangelische Verlagsanstalt, Berlin 1988, ISBN 3-374-00544-6.

### Aufsätze
- Hermann Justus Jeep: Der Dom in Stendal. In: Altmärkischer Hausfreund, Kalender für das Jahr 1895. 16. Jahrgang. Selbstverlag von C. F. Nachtigal, Stendal 1894, S. 55 f.
- Hermann Alberts: 750 Jahre Stift und Dom St. Nikolaus in Stendal. In: Jahresbericht des Altmärkischen Vereins für Vaterländische Geschichte zu Salzwedel e. V. Bd. 52 (1938), S. 3–11.
- Karlheinz Blaschke: Das Augustiner-Chorherrenstift St. Nikolai in Stendal 1188–1551. In: Peter Johanek (Hrsg.): Stadtgrundriß und Stadtentwicklung. Forschungen zur Entstehung mitteleuropäischer Städte. Ausgewählte Aufsätze von Karlheinz Blaschke (= Städteforschung: Reihe A, Darstellungen Bd. 44). 2., unveränd. Aufl. Böhlau, Köln 2001, ISBN 3-412-02601-8, S. 302–314.
- Christian Popp, Ernst Badstübner: Stendal Kollegiatstift. In: Heinz-Dieter Heimann, Klaus Neitmann, Winfried Schich u. a. (Hg.): Brandenburgisches Klosterbuch. Handbuch der Klöster, Stifte und Kommenden bis zur Mitte des 16. Jahrhunderts. (= Brandenburgische historische Studien, Bd. 14). Bd. 2, S. 1197–1213.

### Archivalien
- Urkundenüberlieferung des Domstifts Stendal im Landesarchiv Sachsen-Anhalt, Abteilung Magdeburg